# Pavel

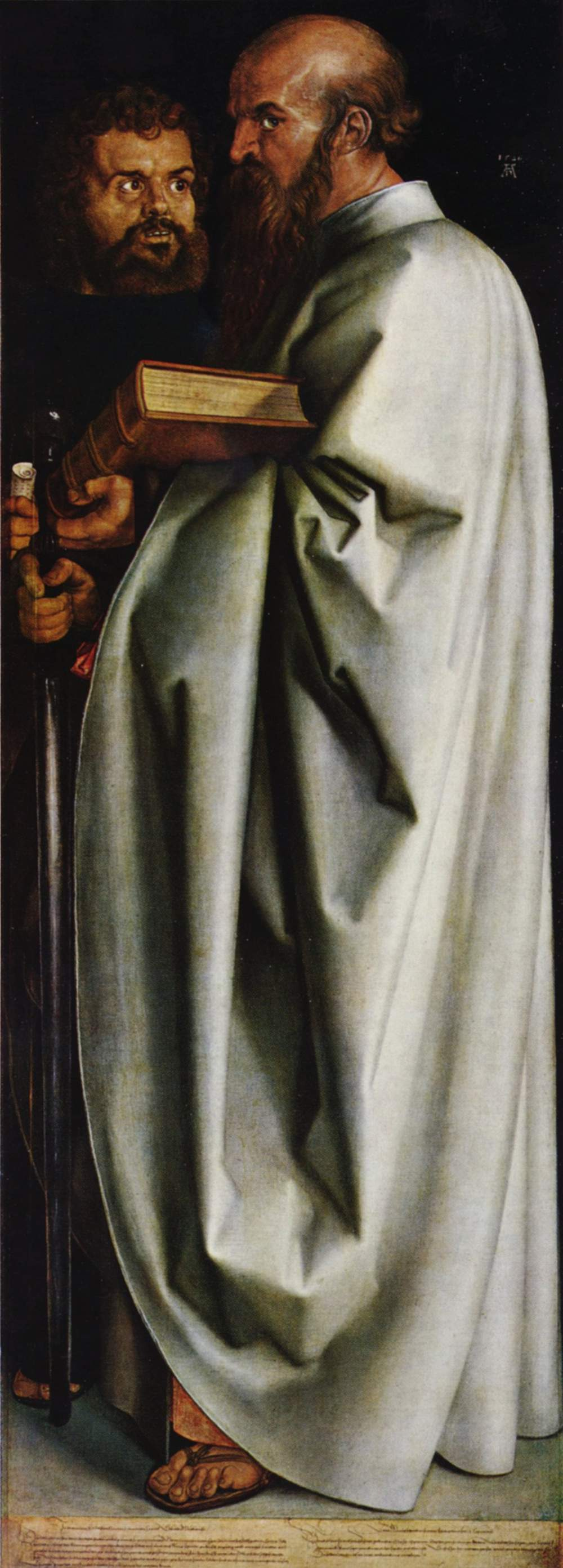
„Apostolul Paulus“ de Albrecht Dürer

Pavel (gr. Παύλος, lat. Paulus, sl. Павел) nume de familie sau prenume masculin
care se poate referi la:
- din Biblie:
  - Pavel (apostol) (ebraică: Saul), sau Pavel din Tars
- nume de papi din Vatican:
  - Paul I. (757–767) vezi - Listă de papi
  - Paul II. (1464–1471)
  - Paul III. (1534–1549)
  - Paul IV. (1555–1559)
  - Paul V. (1605–1621)
  - Paul VI. (1963–1978) - Papa Paul al VI-lea
  - Johannes Paul I. (1978) - Papa Ioan Paul I
  - Johannes Paul II. (1978-2005) - Papa Ioan Paul al II-lea
- nume de patriarhi:
  - Pavel I. (337–339), (341–342), (346–351), patriarh din Constantinopol
  - Pavel II. (641–653), patriarh din Constantinopol
  - Pavel III. (687–693), patriarh din Constantinopol
  - Pavel IV. (780–784), patriarh din Constantinopol
  - Pavel (1990–2009), patriarh al sârbilor
- monarhi:
  - Paul (1901–1964), rege al Greciei (1947–1964)
  - Pavel I (Pavel Petrovici von Romanow-Holstein-Gottorp) (1754–1801), țar al Rusiei (1796–1801)
  - Paul I. prinț Esterházy (1635–1713), prinț de Burgenland

## Personalități de pretutindeni
- Pavel Abraham
- Pavel Durov
- Pavel Kiseleff
- Paul du Quenoy

- personalități din România:
  - Paul Angelescu
  - Pavel Bartoș
  - Paul Bujor
  - Paul Călinescu
  - Paul Celan
  - Paul Cernat
  - Paul Cernovodeanu
  - Pavel Chihaia
  - Paul Constantinescu
  - Pavel Coruț
  - Pavel Dan
  - Paul Everac
  - Paul Niculescu-Mizil
  - Paul Păun
  - Paul Petrescu
  - Pavel Popescu
  - Paul Teodorescu
- alte nume:
  - Paul Newman actor din SUA
  - Paul Paray compozitor francez
- nume derivate:
  - Paulus consul roman
  - Heinrich Paulus (1761-1851) teolog creștin
  - Paulus Potter, pictor olandez (1625-1654)
  - Friedrich Paulus general german din timpul celui de-al Doilea Război Mondial;
- localități
  - Pavel, sat în regiunea Veliko Tărnovo, Bulgaria.

- personalități din Republica Moldova
  - Pavel Botu
  - Pavel Filip

## FormelePavelșiPaul
Forma Pavel a numelui este forma canonică din Biblia ortodoxă și provine din traducerea numelui din forma greco-latină Paulos-Paulus în forma slavă. După Marea Unire, în perioada interbelică autoritățile românești au referit în mod obișnuit numele Paul din acte în Pavel, fără a considera că acest lucru ar necesita rectificarea numelui.